# 德米羅倫通訊社
德米罗伦通讯社（土耳其語：Demirören Haber Ajansı， 缩写），原名為多安通讯社（土耳其語：Doğan Haber Ajansı），是一家成立于1999年的土耳其通讯社。原隶属于多安传媒集团，於2018年出售予德米罗伦传媒集团。它提供英语、德语和汉语以及土耳其语的新闻。截止2011年，多安通讯社在土耳其有41个办事处，在国外有26个办事处。德米罗伦通讯社以它对土耳其总统雷杰普·塔伊普·埃尔多安的批评性报道闻名。